# Earl Mitchell
Earl Mitchell (Houston, 25 settembre 1987) è un giocatore di football americano statunitense che gioca nel ruolo di nose tackle per i San Francisco 49ers della National Football League (NFL). Fu scelto nel corso del terzo giro (81º assoluto) del Draft NFL 2010 dagli Houston Texans. Al college ha giocato a football all’Università dell'Arizona.

## Carriera professionistica

### Houston Texans
Mitchell fu scelto nel corso del terzo giro del Draft 2010 dagli Houston Texans. Nella sua stagione da rookie disputò 15 partite, nessuna delle quali come titolare, mettendo a segno 28 tackle e un sack, Nella stagione 2011 giocò tutte le 16 partite della stagione regolare, mai come titolare, mettendo a referto 27 tackle e un altro sack.
Nella stagione 2012, Mitchell disputò le prime 3 gare come titolare su 16 presenze, facendo registrare 31 tackle, tre passaggi deviati e forzando un fumble. Nella successiva divenne stabilmente titolare della difesa dei Texans terminando con i nuovi primati in carriera per tackle (48) e sack (1,5).

### Miami Dolphins
L'11 marzo 2014, dopo essere diventato free agent, Mitchell firmò un contratto quadriennale del valore di 16 milioni di dollari con i Miami Dolphins.

### San Francisco 49ers
Nel 2017 Mitchell firmò con i San Francisco 49ers dove giocò per due stagioni.

### Seattle Seahawks
Il 24 luglio 2019, Mitchell firmò con i Seattle Seahawks. Il 7 novembre 2019 annunciò il ritiro dalla NFL.

### San Francisco 49ers
Il 1º gennaio 2020 Mitchell fece ritorno sui suoi passaggi rifirmando con i San Francisco 49ers. Il 2 febbraio 2020 scese in campo nel Super Bowl LIV in cui mise a segno un tackle e un sack condiviso con il compagno DeForest Buckner ma i 49ers furono sconfitti per 31-20 dai Kansas City Chiefs.